# Stilpnia peruviana
La tangara dorsinegra o tángara de lomo negro (Stilpnia peruviana) es una especie de ave paseriforme de la familia Thraupidae, perteneciente al  género Stilpnia, anteriormente situada en Tangara. Es endémica de la Mata atlántica del sureste de Brasil.

## Distribución y hábitat

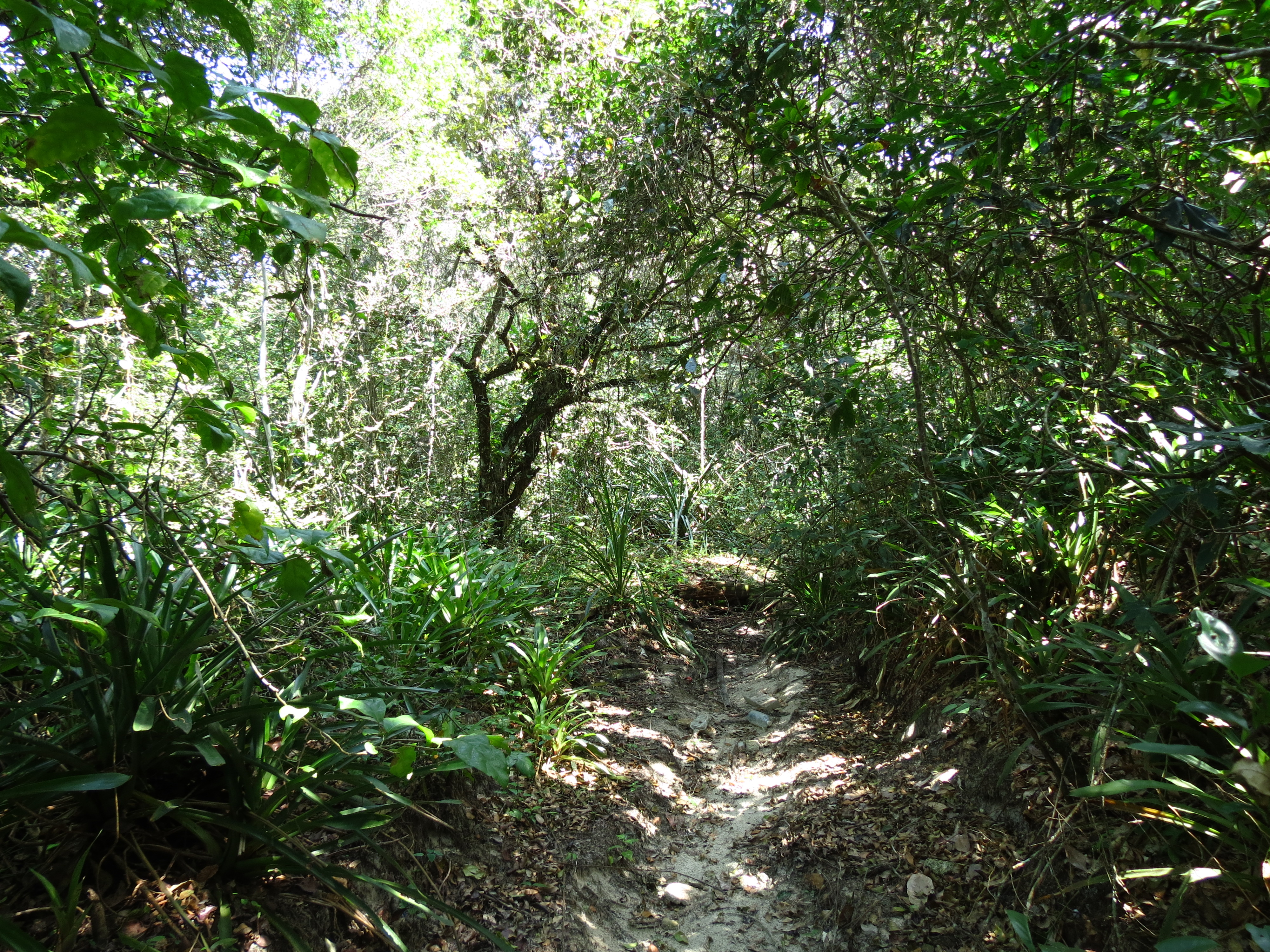
Bosque de restinga en Bertioga, São Paulo, ejemplo de hábitat de la especie.

Se distribuye en una estrecha franja costera del litoral del sureste de Brasil, desde el sur de Bahía hasta el noreste de Rio Grande do Sul.
Esta especie es considerada rara y local en sus hábitats naturales: los bosques de restinga, y los bordes de selvas húmedas de baja altitud, hasta los 700 m.

## Estado de conservación
La tangara dorsinegra ha sido calificado como vulnerable por la Unión Internacional para la Conservación de la Naturaleza (IUCN) debido a que su población, estimada entre 2500 y 10 000 individuos maduros, parece estar fragmentada y probablemente en rápida decadencia como resultado de la extensa pérdida de hábitat. Esta especie tiene una distribución compleja y realiza algunos movimientos estacionales, el mejor entendimiento de esas cuestiones puede auxiliar en su conservación.

## Sistemática

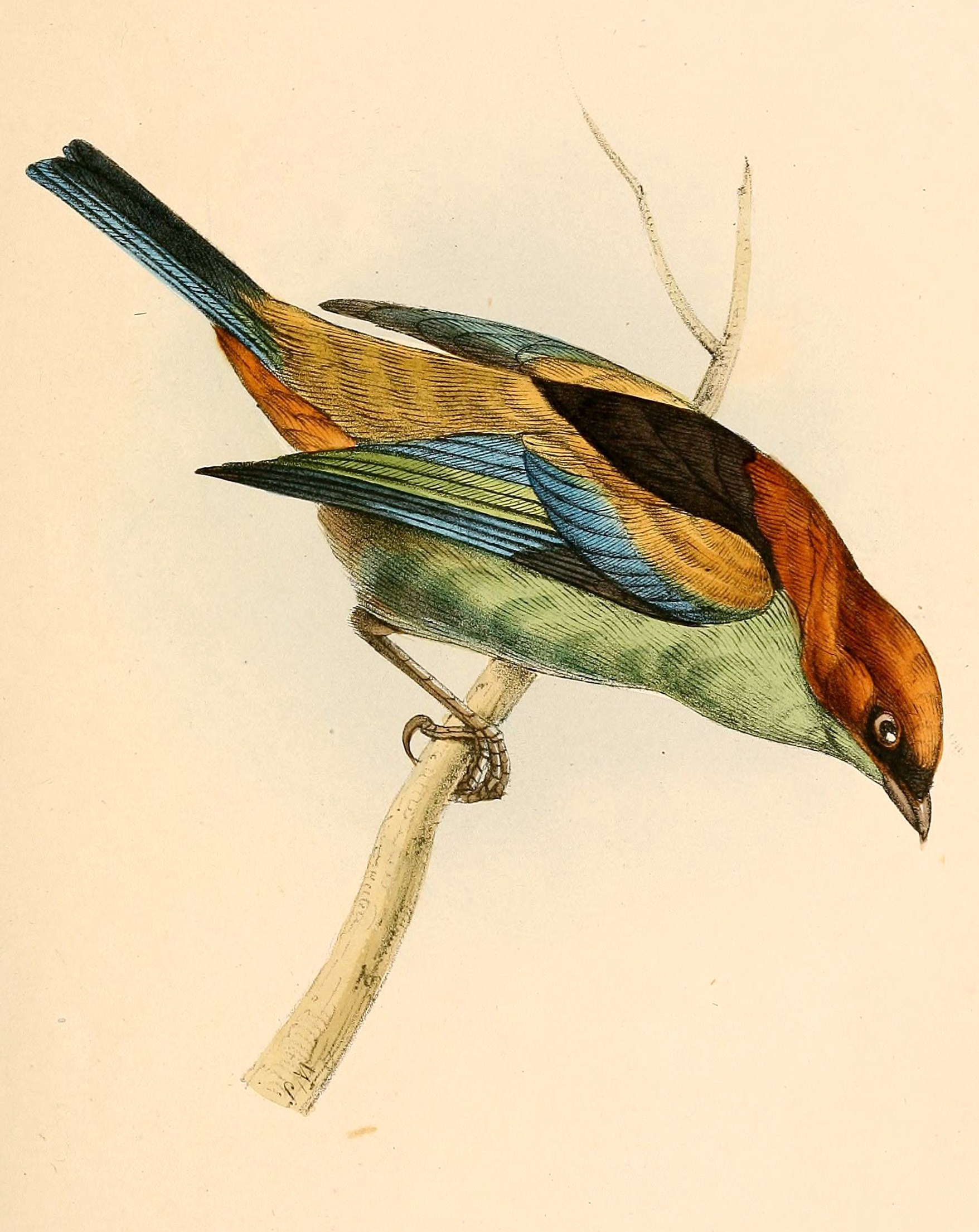
Aglaia melanotus = Stilpnia peruviana, ilustración de Swainson en A selection of the birds of Brazil and Mexico, 1841.

### Descripción original
La especie S. peruviana fue descrita por primera vez por el naturalista francés Anselme Gaëtan Desmarest en 1806 bajo el nombre científico Tanagra peruviana; su localidad tipo es: «Perú (error) = Río de Janeiro, Brasil». Cuando se describió por primera vez se creyó erróneamente que era originaria de Perú, por lo que lleva el nombre científico en forma errónea. 

### Etimología
El nombre genérico femenino Stilpnia deriva de la palabra del idioma griego «στιλπνή», forma femenina para el adjetivo «brillante» o «reluciente», aludiendo al brillo que presenta el plumaje de estas especies; y el nombre de la especie «peruviana» se refiere a Perú, la supuesta localización original equivocada de la especie.

### Taxonomía
La presente especie, junto a un grupo numeroso de trece otras especies, fueron tradicionalmente incluidas en un amplio género Tangara, hasta que varias estudios genéticos de la familia Thraupidae permitieron comprobar que formaban un clado separado del aquel género por lo que se propuso su separación en un nuevo género Stilpnia.
El Comité de Clasificación de Sudamérica (SACC), en la propuesta N° 730 parte 20 reconoció el nuevo género, en lo que fue seguido por el Congreso Ornitológico Internacional (IOC) y Clements Checklist/eBird v.2019 Otras clasificaciones como Aves del Mundo (HBW) y Birdlife International (BLI) optaron por mantener el género Tangara más ampliamente definido, con lo cual la presente especie conserva su nombre anterior: Tangara peruviana.
Es monotípica. Está estrechamente relacionado con la tangara preciosa, y en el pasado se consideraban dentro de la misma especie .